# Nyangbo (Sprache)
Nyangbo (auch Tutrugbu) ist die Sprache der Nyangbo-Volksgruppe in Ghana mit nur noch 6.400 Sprechern im Südosten des Landes (2003). 
Es besteht zu Tafi eine Verständlichkeit von 67 %, wenn die Sprecher bisher keinen Kontakt zu Tafi hatten. Die ältere Generation der 30- bis 50-Jährigen hat beinahe ein vollständiges Verständnis. 